# Audacia Ray
Audacia Ray (Nueva York, 25 de abril de 1980) es una autora estadounidense de la cultura y la sexualidad humana, centrada en las influencias de la tecnología moderna. Es defensora de los derechos de las trabajadoras sexuales y dirige talleres de habilidades en los medios de comunicación destinados a capacitar a las trabajadoras sexuales para lidiar con entrevistas.
La empresa de Ray, Waking Vixen Productions, que comenzó como un blog personal en 2004, produce contenido multimedia en un esfuerzo por aumentar la conciencia sobre la sexualidad aprovechando las tecnologías, innovación e inmediatez de las redes sociales. En 2010, Ray fue nombrada Mejor Bloguera Sexual del año en Nueva York por el diario The Village Voice.

## Carrera
Ray obtuvo una licenciatura en Estudios Culturales por el Eugene Lang College of Liberal Arts de la Universidad New School (2002), así como una maestría en Estudios Americanos por la Universidad de Columbia (2007).
Después de graduarse de la universidad, Ray eligió ser trabajadora sexual, encontrando clientes a través de la web de Craigslist. Se retiró del trabajo sexual alrededor de 2006.
En el año 2004 fundó la revista $Pread Magazine, una revista para las trabajadoras sexuales. Fue curadora asistente del Museo del Sexo en 2002.
En 2007 escribió el libro Naked on the Internet para "hacer que la gente tenga menos miedo de Internet y de lo que está pasando, especialmente con la sexualidad de las mujeres". La obra descrita como "una encuesta sobre lo que las mujeres están haciendo en línea" por el programa online Geek Entertainment TV que presentaba la también activista y educadora sexual Violet Blue.
Desde 2008, Ray se ha desempeñado como gestora de programas para la división de Campañas y Comunicaciones en Línea de la ONG International Women's Health Coalition (IWHC). Fue entrevistada en CNN con respecto al escándalo sexual que resultó en la renuncia del gobernador Eliot Spitzer a un cargo público, además de ser buscada para un artículo de Elizabeth Landau sobre el mismo tema. En 2010, apareció en Fox News discutiendo la controversia sobre la maestra de escuela de la ciudad de Nueva York y extrabajadora sexual Melissa Petro.
En 2009, Ray fue profesora adjunta de sexualidad en la Universidad Rutgers, en su campus de Newark (Nueva Jersey).
En 2010, Ray fundó Red Umbrella Project (RedUP), empresa cuyo objetivo es dar voz pública a las trabajadoras sexuales. Cuenta con un podcast y presenta una serie mensual de narraciones en la ciudad de Nueva York, The Red Umbrella Diaries, donde las trabajadoras sexuales cuentan sus historias personales. En 2011 se fusionó con Sex Work Awareness en 2011, con la que ha desarrollado talleres que capacitan a las trabajadoras sexuales en alfabetización y promoción de los medios.
En 2010, Ray participó en la Red Global de Proyectos de Trabajo Sexual (NSWP).